# John Albion Andrew

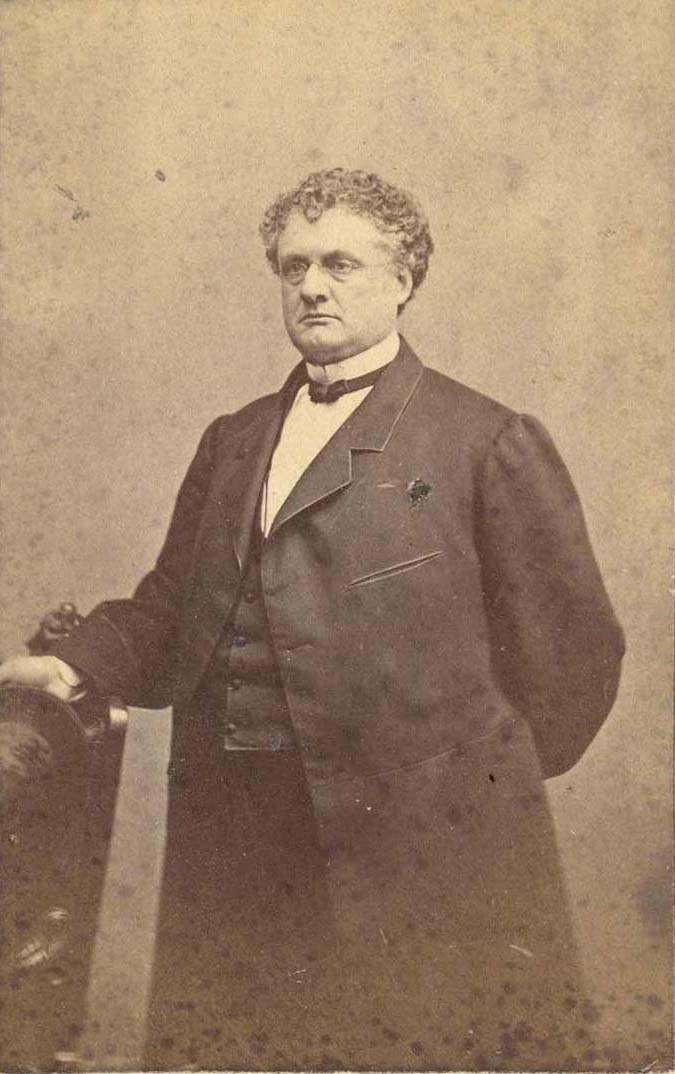
John Albion Andrew

John Albion Andrew (* 31. Mai 1818 in Windham, Massachusetts; † 30. Oktober 1867 in Boston, Massachusetts) war ein US-amerikanischer Politiker und von 1861 bis 1866 Gouverneur des Bundesstaates Massachusetts.

## Frühe Jahre und politischer Aufstieg
Der im heutigen Maine geborene John Andrew besuchte die Gorham Academy und dann bis 1837 das Bowdoin College. Nach einem anschließenden Jurastudium und seiner 1840 erfolgten Zulassung als Rechtsanwalt begann er in Boston in seinem neuen Beruf zu arbeiten. Damals wurde er Mitglied der Whig Party. Andrew war ein entschiedener Gegner der Sklaverei. Im Jahr 1848 half er bei der Gründung der Free Soil Party, die sich gegen diese Institution wandte. Später trat er der neugegründeten Republikanischen Partei bei. Im Jahr 1858 wurde er für eine Legislaturperiode in das Repräsentantenhaus von Massachusetts gewählt.

## Gouverneur von Massachusetts
Am 6. November 1860 wurde Andrew mit überwältigender Mehrheit zum Gouverneur seines Staates gewählt. Er trat sein neues Amt am 3. Januar 1861 an und konnte es nach viermaliger Wiederwahl bis zum 4. Januar 1866 ausüben. Seine Regierungszeit war von den Ereignissen des Bürgerkrieges überschattet. Noch vor Ausbruch des Krieges mobilisierte der Gouverneur die Miliz. Er nahm auch Rekruten aus anderen Bundesstaaten auf. Während des Krieges unterstützte er die Kriegsanstrengungen der Bundesregierung unter Präsident Abraham Lincoln rückhaltlos. Er rekrutierte Soldaten und stellte Material und Proviant für die Armee der Union zur Verfügung. Andrew stellte auch zwei Regimenter mit Afroamerikanern zusammen und unterstützte die Emanzipations-Proklamation des Präsidenten. Damals musste auch die Industrieproduktion in Massachusetts auf den Rüstungsbedarf umgestellt werden. Nach dem Ende des Krieges mussten die heimkehrenden Soldaten wieder in die Gesellschaft eingegliedert und die Invaliden sowie die Hinterbliebenen der Toten versorgt werden. Im Jahr 1865 verzichtete Andrew auf eine erneute Kandidatur.

## Weiterer Lebenslauf
Nach dem Ende seiner Gouverneurszeit arbeitete Andrew wieder als Rechtsanwalt, wobei er sich besonders dem Scheidungsrecht widmete. Politisch distanzierte er sich von den harten Rekonstruktionsplänen der Radikal-Republikaner, die er noch während des Krieges unterstützt hatte. Gouverneur Andrew verstarb im Oktober 1867. Mit seiner Frau Eliza Jones Hersey hatte er fünf Kinder, darunter den 1850 geborenen Sohn John, der Abgeordneter im Repräsentantenhaus der Vereinigten Staaten wurde.